# Língua saisiyat
Saisiyat (ou Saisiat) é a língua do povo saisiyat um dos grupos aborígenes de Taiwan. É uma língua formosana da família das línguas austronésias e tem cerca de 4.750 falantes.

## Geografia
A área onde é falado o Saisiyat é pequena, localizada no noroeste do país, entre as regiões onde se falam a língua hacá e a língua atayal nas montanhas Wufeng, Hsinchu; Nanzhuang e Shitan,  [[Condado de Miaoli.
Existem dois dialetos principais: Ta'ai (Saisiyat do Norte) e Tungho (Saisiyat do Sul). O ta'ai é falado em Miao-Li e o tungho é falado em Hsinchu.
A extinta língua formosana  Kulon, está intimamente relacionada ao saisiyat, mas é considerada pelo linguista taiwanês Paul Jen-kuei Li como um idioma separado.

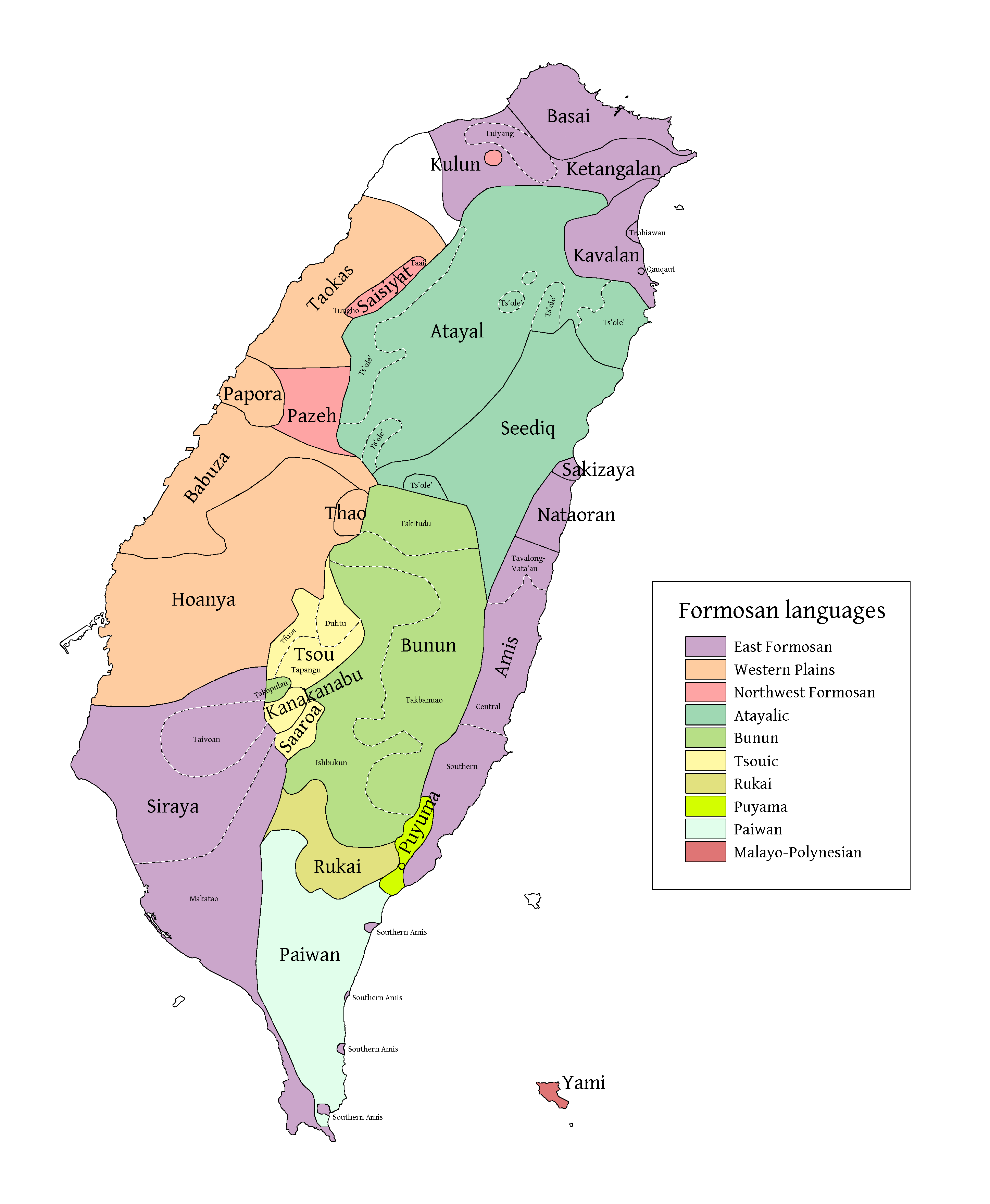
Saisiyat, línguas Pazeh e Kulon (rosa, noroeste). Algumas fontes de língua chinesa designam a área branca no noroeste como uma área de Kulon, em oposição ao pequeno círculo rosa neste mapa.)

## Uso
Hoje, mil dos saisiyat não usam a língua, preferindo o Haicá e o Atayal, línguas usadas por pessoas que vivem junto dos Saisiyat. Assim, muitos saisiyat são capazes de falar saisiyat, haicá, atayal, mandarim e, às vezes, Min Nan também. Embora o Saisiyat tenha um número relativamente grande de falantes, o idioma é considerado em perigo de extinção.

## Fonologia

### Consoantes
|             | Labial | Labial | Alveolar | Alveolar | Pós- alveolar | Pós- alveolar | Dorsal | Dorsal | Glotal | Glotal |
| ----------- | ------ | ------ | -------- | -------- | ------------- | ------------- | ------ | ------ | ------ | ------ |
| Nasal       |        | m      |          | n        |               |               |        | ŋ      |        |        |
| Plosiva     | p      |        | t        |          |               |               | k      |        | ʔ      |        |
| Fricativa   |        |        | s        | z        | ʃ             |               |        |        | h      |        |
| Aproximante |        | w      |          | l        |               | ɭ             |        | j      |        |        |
| Vibrantel   |        |        |          | r        |               |               |        |        |        |        |

/ɭ/ é uma aproximante lateral retroflexa, enquanto /ʃ/ é uma fricativa palato-alveolar.

### Vogais
|              | Anterior | Central | Posterior |
| ------------ | -------- | ------- | --------- |
| Fechada      | i        |         |           |
| Meio fechada |          |         | o         |
| Medial       |          | ə       |           |
| Meio aberta  | œ        |         |           |
| Aberta       | æ        | ä       |           |

## Sintaxe
Embora também se permitam construções verbo-iniciais, Saisiyat é uma linguagem fortemente sujeito-inicial (isto é, SVO) e vem mudando para uma ser linguagem acusativa, enquanto ainda possui muitos recursos de ergatividade dividida (Hsieh & Huang 2006: 91). Pazeh, Thao e também as Formosanas Setentrionais], são as únicas outras línguas formosanas que permitem construções de SVO.
O sistema de marcação de casos de Saisiyat distingue entre substantivos pessoais e comuns (Hsieh & Huang 2006:93).
| Tipo de Nome | Nominativo | Acusativo | Genitivo | Dativo     | Possessivo | Locativo  |
| ------------ | ---------- | --------- | -------- | ---------- | ---------- | --------- |
| Pessoal      | Ø, hi      | hi        | ni       | 'an-a      | 'ini'      | kan, kala |
| Comum        | Ø, ka      | ka        | noka     | 'an noka-a | no         | ray       |

### Pronomes
Saisiyat tem um sistema pronominal bem elaborado (Hsieh & Huang 2006:93).
| Tipo de Pronome | Nominativo | Acusativo     | Genitivo | Dativo    | Possessivo | Locativo |
| --------------- | ---------- | ------------- | -------- | --------- | ---------- | -------- |
| 1s.             | yako/yao   | yakin/'iyakin | ma'an    | 'iniman   | 'amana'a   | kanman   |
| 2s.             | So'o       | 'iso'on       | niSo     | 'iniSo    | 'anso'o'a  | kanSo    |
| 3s.             | sia        | hisia         | nisia    | 'inisia   | 'ansiaa    | kansia   |
| 1p. (incl.)     | 'ita       | 'inimita      | mita'    | 'inimita' | 'anmita'a  | kan'ita  |
| 1p. (excl.)     | yami       | 'iniya'om     | niya'om  | 'iniya'om | 'anya'oma  | kanyami  |
| 2p.             | moyo       | 'inimon       | nimon    | 'inimon   | 'anmoyoa   | kanmoyo  |
| 3p.             | lasia      | hilasia       | nasia    | 'inilasia | 'anlasiaa  | kanlasia |

### Verbos
Esses são os prefixos verbais em Saisiyat (Hsieh & Huang 2006:93).
| Tipo de Foco     | I                | II   |
| ---------------- | ---------------- | ---- |
| Agente (AF)      | m-, -om-, ma-, Ø | Ø    |
| Patient (PF)     | -en              | -i   |
| Locativo (LF)    | -an              | —    |
| Referencial (RF) | si-, sik-        | -ani |

Os verbos saisiyat podem ser nominalizados das seguintes maneiras.
|             | Léxica                    | Sintática                  | Tempo/Aspecto                                |
| ----------- | ------------------------- | -------------------------- | -------------------------------------------- |
| Agente      | ka-ma-V                   | ka-pa-V                    | Habitual, Futuro                             |
| Paciente    | ka-V-en, V-in-            | ka-V-en, V-in-             | Futuro (para ka-V-en), Perfeito (para V-in-) |
| Localização | ka-V-an                   | ka-V-an                    | Futuro                                       |
| Instrumento | ka-V, Ca-V (reduplicação) | ka-V, Ca-V (reduplicçãoon) | Futuro                                       |